# 7729 Golovanov
A 7729 Golovanov (ideiglenes jelöléssel 1977 QY3) a Naprendszer kisbolygóövében található aszteroida. Nyikolaj Sztyepanovics Csernih fedezte fel 1977. augusztus 24-én.